# ویکتوریو اسپینتو
ویکتوریو اسپینتو (اسپانیایی: Victorio Spinetto‎؛ ۱۱ ژوئن ۱۹۱۱ – ۲۸ اوت ۱۹۹۰) بازیکن فوتبال و مربی فوتبال اهل آرژانتین بود.

## باشگاهی
از باشگاه‌هایی که در آن بازی کرده‌است می‌توان به باشگاه فوتبال ولز سارسفیلد، باشگاه اتلتیکو ایندپندینته اشاره کرد.

## تیم ملی
وی همچنین در تیم ملی فوتبال آرژانتین بازی کرده‌است.